# 泸州蓝田机场
泸州蓝田机场是位于四川省泸州市的一个军民两用机场，1945年开航，2021年6月关闭，属于4C级机场，是中国第一个混凝土跑道机场。泸州蓝田机场拥有2400m长，45m宽跑道一条，其中25号跑道设置一类仪表盲降系统，B737-800机位5个，支线机位1个。

## 历史
1931年泸州就已经开始修建机场，但机场条件差，不适合使用。
1944年底，由于当时重庆白市驿机场和广阳坝机场无法满足物资运输的需求，遂计划在泸州新建机场。
1945年2月，蓝田机场筹建；1945年3月16日，泸州蓝田机场修建工程正式开工，整个工程仅用三个半月左右时间。机场建成后占地2000余亩，跑道1条长1860米，宽60米，混凝土道面，为当时战略后方最好的机场之一。蓝田机场在施工过程中，美国工程师詹士禀在铺筑道面底层时，弃大卵石而不用，只用河沙与小石，又不灌浆，造成石少沙多，不结不实，步行尚觉绵软，严重影响蓝田机场工程质量，后来飞机降落时，跑道曾出现裂缝，后重新施工达到标准，并成为中国第一个混凝土跑道机场。机场建成后，中国航空公司一架C—53型运输机从印度汀江直航泸州。
1959年初，四川省交通厅与民航成都管理局在成都组建民航四川省局，新组建的民航四川省局在泸州设主导航台，同年10月，将导航台改为泸州航站，属民航四川省局领导。11月15日，民航成都管理局使用运五型飞机开辟成都-泸州不定期航线，1963年4月1日起该航线停航。
1986年3月，四川省人民政府批准组建四川省航空公司，并提出促进省内支线航空发展，把泸州作为川航首批通航的支线机场考虑。泸州市积极开展前期工作，成立了恢复民航领导组和指挥部统筹此项工作。
1989年底泸州蓝田机场改建工程竣工。工程包括在原跑道基础上进行1800m×45m的盖被，其中东端600m主降方向混凝土厚度为22cm，其余部分为20cm，并对三条联络道、平行滑行道和停机坪进行盖被和改建，并将原来四川省局遗留下来的部分青砖瓦房地行局部改造，作为机场航站楼和各类业务用房使用。
1990年3月23日，川航派飞机对机场进行试航。4月1日，泸州机场举行盛大的恢复民航暨成都—泸州通航典礼，川航运七型飞机飞抵泸州。
为了满足干线飞机的起降，1996年4月1日蓝田机场再次扩建，1998年11月23日竣工，扩建后的蓝田机场跑道长2400米，客机坪1.7万平米，属于4C级别，可起降B737、TU154等喷气飞机。这是继成都、西昌、宜宾后的四川省第四个4C以上机场。12月23日，中国西南航空公司使用B737型飞机开通泸州至广州直达航线，随后又开通至北京的航线。2016年蓝田机场通航18个城市，旅客吞吐量达98.5万人次。
2017年5月，泸州蓝田机场净空保护区内新增超高超大建筑物，严重威胁飞行安全。为了进一步保证安全，民航管理部门提高了泸州蓝田机场运行标准，导致蓝田机场无法正常运营，各大航空公司纷纷减少运力，机场基本进入停航状态，仅极少量航线仍在运营。
2017年10月，泸州蓝田机场取消所有民航航班，进入全面停航状态，但仍保留军用部分。
2018年9月，泸州蓝田机场民用部分搬迁至泸州云龙机场，重新开启民航服务。
2021年6月，泸州蓝田机场军用部分完成搬迁，机场停止所有服务，机场原址新建泸州长江六桥。